# Hug (아라가키 유이의 음반)
《hug》는 아라가키 유이의 두 번째 정규 앨범이다.

## 개요
2009년 6월 17일, 초회한정반 A, 초회한정반 B, 통상반 등 3종류로 발매되었다. 초회한정반 A의 자켓은 아라가키 유이가 그린 오리지널 일러스트.
이 앨범에는 싱글 Make my day, 붉은 실, piece, 사생화 4곡 외에도, 이시와타리 준지, 가와에 미나코, 기시다 시게루(쿠루리), Chara, 야노 마키 등의 뮤지션이 제공한 노래를 포함해 총13곡이 수록되어있다.

## 수록 곡

### CD

#### 디스크 1
1. Heart will drive (4:09)
  - 작사 : emmy / 작곡 : 다나카 하야토
  - '라운드 원' 기업 CM송.
2. 사생화 (5:20)
  - 작사 : 이와사토 유호 / 작곡 : 구보 겐지
3. Only you (3:43)
  - 작사, 작곡 : Chara
4. Make my day (3:44)
  - 작사, 작곡, 편곡 : Keito Blow / 편곡 : 기시무라 마사미
5. フリーバード (Free Bird) (5:46)
  - 작사, 작곡 : 야노 마키
6. 진화론 (進化論 신카론[*]) (4:13)
  - 작사 : 이시와타리 준지 / 작곡 : 기시다 시게루
7. la la... (3:01)
  - 작사 : 아라가키 유이, 구즈야 요코 / 작곡 : 구즈야 요코
8. 벌꿀(ハチミツ 하치미쓰[*]) (4:45)
  - 작사 : 이와사토 유호 / 작곡 : 시마모토 미치타로, 무라야마☆준
9. piece (4:22)
  - 작사, 작곡 : 가와에 미나코
10. 벌집 (巣箱 스바코[*]) (5:20)
  - 작사 : 이와사토 유호 / 작곡: 구즈야 요코
11. Rainbow (レインボウ) (3:58)
  - 작사, 작곡 : 구보 겐지
12. 붉은 실(赤い糸 아카이이토[*]) (6:21)
  - 작사, 작곡 : 고부치 겐타로
13. hug (4:16)
  - 작사 : 아라가키 유이 / 작곡, 편곡 : 쓰타야 고이치

#### 디스크 2
1. Heart Will Drive (Naked Voice Version) (2:06)
2. うつし絵 (Naked Voice Version) (3:50)
3. Only You (Naked Voice Version) (3:49)
4. Make My Day (Naked Voice Version) (1:34)
5. フリーバード (Naked Voice Version) (2:17)
6. 進化論 (Naked Voice Version) (3:19)
7. La La... (Naked Voice Version) (2:46)
8. ハチミツ (Naked Voice Version) (2:21)
9. Piece (Naked Voice Version) (2:46)
10. Subako (Naked Voice Version) (3:10)
11. レインボウ (Naked Voice Version) (2:13)
12. 赤い糸 (Naked Voice Version) (3:04)
13. Hug (Naked Voice Version) (4:16)

### DVD
1. piece (Music Video 지브리 ver.)
2. piece (Music Video 아라가키 유이 출연 ver.)
3. うつし絵 (Music Video 아라가키 유이×카와시마 우미카 ver.)
4. うつし絵 (Music Video 아라가키 유이 ver.)
5. 앨범 《hug》 Making